# Derek Lam
Derek Lam est un styliste américain, connu pour l'utilisation de jolis tissus féminins, employés et combinés à des silhouettes épurées. En plus de concevoir sa propre ligne, Derek Lam est le directeur artistique de la collection prêt-à-porter et des accessoires de Tod's.

## Jeunesse et débuts
Né en 1967 à San Francisco, Californie et d'origine chinoise, Derek Lam est le plus jeune des trois enfants de la famille. Durant son enfance, il baigne très tôt dans l'univers de la mode. En effet ses parents ont une entreprise qui importe des vêtements d'Asie, et ses grands-parents détiennent une usine de confection à succès, à San Francisco, spécialisée dans les robes de mariée.
Enfant, il s’assoit avec les couturières et dira plus tard qu'il « adorait les robes de mariée. »
Lam est diplômé de la Parsons School of Design en 1990. 

## Carrière
Lam débute en travaillant en tant qu'assistant pour Michael Kors dans les années 1990 et y travailla pendant quatre ans. Ensuite, il déménage à Hong Kong pour travailler avec une grande marque au détail. À la suite de cette expérience, Derek Lam retourne à New York et est nommé vice-directeur de la création pour la ligne Kors de Michael Kors.
En 2003, il crée la marque qui porte son nom et défile pour la première fois au cours de la New York Fashion Week en septembre 2003. En 2005, Derek Lam gagne le prix de la CFDA Perry Ellis Swarovski Award for new designers. En parallèle, Derek Lam détient également une ligne de chaussures et de bijoux. En 2009, Derek Lam inaugure une première boutique au 10, Crosby street dans le quartier de SoHo à New York. Le lieu, imaginé par les architectes Kazuyo Sejima et Ryue Nishizawa du groupe japonais SANAA, donne son nom à la ligne secondaire de la maison, baptisée 10 Crosby, que le créateur lance en juin 2011.
Derek Lam est connu pour ses jolis tissus, girly, destinés à orner des silhouettes très épurées. 
Ses pièces phares désignent des robes fourreau en soie avec des décolletés plongeants, des pantalons larges dans diverses laines et de délicats manteaux en cachemire cintrés par une ceinture de soie raide.
En parallèle de sa propre ligne, Derek Lam devient le directeur artistique de Tod's en 2006, pour la ligne prêt-à porter et accessoires. Son utilisation des peaux et des cuirs de manière opulente a attiré l'admiration de célébrités comme Sarah Jessica Parker , Katie Holmes , et Renée Zellweger. « C'est merveilleux d'être capable de faire les deux marques », dit Lam . "Derek Lam est rêveur, et pour Tod's il s'agit de maîtriser cette rêverie et d'être en fusion avec elle".
En février 2010, il lance un site de vente en ligne consacré au prêt-à-porter et à la vente d'accessoires. 

## Vie personnelle
Derek Lam est marié à Jan Hendrik-Schlottmann (né en 1964-1965), qui est également son associé. Actuellement, Derek Lam vit à Gramercy Park, à Manhattan,,,.

## Filmographie
Seamless, 2005